# Cape Palmerston National Park
Cape Palmerston National Park är en park i Australien. Den ligger i delstaten Queensland, omkring 750 kilometer nordväst om delstatshuvudstaden Brisbane. Arean är 72 kvadratkilometer.
Trakten är glest befolkad. Det finns inga samhällen i närheten.
I omgivningarna runt Cape Palmerston National Park växer huvudsakligen savannskog. Genomsnittlig årsnederbörd är 1 328 millimeter. Den regnigaste månaden är mars, med i genomsnitt 324 mm nederbörd, och den torraste är september, med 19 mm nederbörd.